# Viorela Mihăescu
Viorela Mihăescu (n. 1948,Iași) este artist visual cu o gamă largă de interese, printre care tapiserie, grafică, artă digitală, artă religioasă și artă monumentală. Din 1975 este Membră a Uniunii Artiștilor Plastici din România (secția de Arte Decorative). Este căsătorită cu artistul Vintilă Mihăescu, împreună cu care a organizat numeroase expoziții în țară și în străinătate.

## Studii
- 1974 Academia de Artă „N. Grigorescu”, sectia de grafica, București.
- 1990 Bursa de studiu, Universitatea din Perugia, Italia.

## Afilieri
- 1975 – Membră a Uniunii Artiștilor Plastici din România (secția de Arte Decorative)
- 1980 - Asociația de tapiserie "Fibres" din Nisa, Franta.
- 1994 - International Association of Art, Unesco,

## Expozitii personale (selecție)[1]
- 1980 - 1992 Galeria „Simeza", Galeria „Orizont" Bucuresti ; Galeria “BAWAG Bank”, Viena,

Austria; Galeria „Maitani", Orvieto, Italia; Accademia di Romania, Roma, Italia; 
„Biblioteca Româna", Paris; "Palazzo Dragomani” Castiglion Fiorentino; 
Galeria municipala Lucca, Italia; Galeria “Jaques François” Tourettes sur Loup, Franta;
- 1993 - "Pentahotel" Salsburg, Austria;
- 1994 - Manastirea Sf.Francesco, San Miniato, Italia;
- 2000 - Galeria "Caminul Artei" etaj, Bucuresti;
- 2002 - Institutul de Cultura ”Nicolae Iorga”, Venetia;
- 2003 - Centrul Cultural Român, Viena, Austria;
- 2006 - Palatul “C.E.C.” Bucuresti, Galeria “Arta” Câmpulung Muscel;
- 2007 - Muzeul de Arta Craiova;

## Expoziții de grup[2]
- 1993 - grupul "Fibres" Cannes, Levens, Franta; “Pamânt si Foc” Digne, Franta;
- 1998 – Festivalul International de tapiserie, “Palatul Europei” Menton, Franta;
- 1999 - “Maison des Artistes”-Cagnes sur Mèr, Franta;
- 2002 - Festivalul International de Artă Contemporană, Marbella, Spania; “Pixelpoint” Festivalul

International de Arta Digitala, Slovenia; 
- 2003 - Trienala de tapiserie București;“Festivalul de Artă ContemporanĂ, Marbella, Spania ,
- 2004 - Artisti bucuresteni” Muzeul de Arta Constanța,
- 2006 - Galeria “Senso” Bucuresti; Galeria Arta, Câmpulung;
- Tapiserie, expoziție de grup la Institutul Cultural Român din Madrid, Spania;
- 2007 - expoziție de grup la Muzeul de Istorie Râmnicu Vâlcea, Muzeul National al Agriculturii

din Slobozia, Muzeul de Arta Vizuala din Galati; 
- Tapiserie la Muzeul Municipal “J. Villaseñor “Ciudad Real si Galeria “IdeeaIntegra”

Madrid, Spania; Palatul Parlamentului Bucuresti; Galeria Caminul Artei, etaj București; 
Sala Palatului, în cadrul Festivalului “George Enescu”, București; Sediul CEC din Sibiu; 
Primaria din Medias; 
- Trienala itinerantă de Arte Textile la: Braila, Muzeul de Arta Vizuala Galati, Muzeul

Național al Agriculturii Slobozia, Muzeul de Arta Craiova, Muzeul Judetean Râmnicu 
Vâlcea, Galeria Frezia, Dej. 
- Salonul Național de Arte Decorative (Muzeul Național Cotroceni)
- 2008 - expoziție de grup la Muzeul de Arta Constanța.
- Tapiserie la Muzeul de Arta Vizuala din Galați.
- Trienala itineranta de Arte Textile la Muzeul de Arta Cluj, Muzeul de Arta Baia Mare,

Muzeul de Artă Oradea;

## Opera
Această lume a naturii transpusă geometric o regăsim și în grafica pe computer a Viorelei Mihaescu: o vegetație mirifică, figurată în planuri  multiplicate, cu accente cromatice saturate, dar și cu transparențe diafane. În contrast cu aceste compoziții, peisajele în acuarelă din orașele meridionale ale Italiei sunt realizate într-o gamă de brunuri și ocruri, sugerând patina impregnată de melancolie a timpului care s-a scurs.

## Premii
- 1975: Premiul pentru acuarelă la Festivalul “Voronetiana” Suceava, România ;
- 1985: Premiul asesoratului pentru cultura Roma ; 1988: Premiul “Caravaggio” Roma ;
- 1990 Bursa de studiu, Universitatea din Perugia, Italia.

## Lucrări
Lucrările Viorelei Mihăescu includ în special acuarele, grafică și grafică pe computer (Computer Art), miniaturi textile și tapiserii pe care le realizează împreună cu soțul ei, Vintilă.